# 高桂 (萬曆進士)
高桂（1556年—？），字崇芳，号鳳翥，山東萊州府濰縣人，軍籍，明朝政治人物。

## 生平
萬曆四年（1576年）丙子科山東鄉試第三十一名，萬曆五年（1577年）丁丑科會試第一百九十六名，登三甲第一百六十二名進士。有气节，双目如电，十行俱下。授扬州府泰兴县知县，擢升礼部主事，升主客司郎中。时科场大坏，关节通神，桂上疏劾其弊，请覆试，忤柄臣意被謫。寻起，仕至貴州副使，祀乡贤。

## 家族
曾祖高景，曾任壽官；祖父高明，曾任府通判；父高如愚，曾任監生。母石氏。重庆下。